# James MacMillan
 (septembre 2013).
Si vous disposez d'ouvrages ou d'articles de référence ou si vous connaissez des sites web de qualité traitant du thème abordé ici, merci de compléter l'article en donnant les références utiles à sa vérifiabilité et en les liant à la section « Notes et références ».
Œuvres principales
The Confession of Isobel Gowdie
James MacMillan, né le 16 juillet 1959 à Kilwinning en Écosse, est un compositeur et chef d'orchestre écossais.

## Biographie

### Enfance
James MacMillan est né à Kilwinning, province du North Ayrshire, mais vit dans la province de East Ayrshire à Cumnock jusqu'en 1977.

## Influences
Les sources d'inspiration de James MacMillan  sont la spiritualité et la politique. Sa foi catholique lui a inspiré plusieurs œuvres, dont un Magnificat (1999) et plusieurs messes. La musique traditionnelle écossaise l'a aussi influencé.

## Son œuvre
Lors de la reconstitution du parlement écossais en 1999, 292 années après sa disparition, une œuvre pour fanfare composée par James MacMillan accompagne la reine Élisabeth II dans la Chambre du Parlement. Quelques semaines après cette cérémonie, il lance une attaque contre le sectarisme en Écosse.

## Œuvres principales
- After the Tryst (violon + piano - 1988)
- Cantos sagrados (1989)
- The Confession of Isobel Gowdie (orchestre - 1990)[1]
- The Berserking (concerto pour piano - 1990)
- Veni, Veni, Emmanuel pour percussion concerto - 1992)
- Les paroles de Jésus sur la Croix (cantate : chœur et instruments à cordes - 1993)
- Inés de Castro (opéra, librettiste : John Clifford - 1991-95)
- Britannia ! (orchestre - 1994)
- The World's Ransoming (cor anglais et orchestre - 1997)
- Concerto pour violoncelle (1997)
- Symphonie : Vigil (1997)
- Quickening (Solistes, Chœur, orchestre - 1998)
- Mess (chœur, orgue - 2000)
- Cello Sonata n° 2 dédiée à Julian Lloyd Webber
- The Birds of Rhiannon (orchestre et Chœur, texte : Michael Symmons Roberts - 2001)
- O Bone Jesu (2001), for SSAATTBB + Soli
- Concerto pour piano no 2 (2003)
- A Scotch Bestiary (orgue et orchestre - 2004)
- Sundogs (2006)
- The Sacrifice opéra (2007)
- St John Passion (2008)
- Stabat Mater (2015)
- Concerto pour trombone (2016)